# Fuzárium
A fuzárium hatalmas gombanemzetségét többnyire a Gibberella nemzetségbe tartozó tömlősgombák tökéletlen (más néven anamorf, aszexuális, ivartalanul szaporodó) formáival azonosítják, amelyek konidiospórák segítségével szaporodnak.
A talajban gyakran előforduló különféle fajok fitopatogének, amelyek általában rothadást okoznak a gyökerekben vagy más föld alatti növényi részekben (gumók, rizómák stb.), vagy elváltozásokat okoznak az érrendszerben, általában tracheofusariumosisnak nevezik őket.
A fitopatogén fuzáriumok orvos-egészségügyi szempontból is fontosak, mivel az emberre és az állatokra káros mikotoxinokat termelhetnek.
A legnagyobb fitopatológiai jelentőségű a fajok közül a Fusarium oxysporum és a Fusarium solani.

## Fuzáriumfajok
A típusfaj a Fusarium roseum Link (1832), a többi faj pedig:
- Fusarium aquaeductuum
- Fusarium chlamydosporum
- Fusarium coeruleum
- Fusarium dimerum
- Fusarium incarnatum
- Fusarium napiforme
- Fusarium oxysporum
- Fusarium proliferatum
- Fusarium sacchari
- Fusarium solani
- Fusarium sporotrichoides
- Fusarium sub glutenans
- Fusarium tabacinum
- Fusarium verticillioides

## Felhasználása a biológiai védekezésben
A közelmúltban végzett vizsgálatok megállapították, hogy a fuzárium különböző fajai, és különösen a Fusarium oxysporum törzsei antagonista hatást fejtenek ki a talajban élő fitopatogén mikroorganizmusokkal szemben.

## Fordítás
- Ez a szócikk részben vagy egészben  a   Fusarium című olasz Wikipédia-szócikk ezen változatának fordításán alapul.  Az eredeti cikk szerkesztőit annak laptörténete sorolja fel. Ez a jelzés csupán a megfogalmazás eredetét és a szerzői jogokat jelzi, nem szolgál a cikkben szereplő információk forrásmegjelöléseként.

## Bibliográfia
- (EN) Fusarium, in Index Fungorum, CABI Bioscience.
- Fusarium spp.. [2007. június 25-i dátummal az eredetiből archiválva]. (Hozzáférés: 2023. szeptember 26.)
- Minerdi D., Moretti M., Gilardi G., Barberio C., Gullino ML., Garibaldi A.i, Bacterial ectosymbionts and virulence silencing in a Fusarium oxysporum strain., in Enviromental Microbiology, vol. 10, 2008,  1725-1741.